# Violent Femmes (album)
Az 1983-as Violent Femmes a Violent Femmes amerikai folk-punk együttes debütáló nagylemeze. CD-kiadása 1987-ben jelent meg, két bónuszdallal. Az együttes legsikeresebb albuma, nyolc évvel megjelenése után kapta meg a platina minősítést. A Billboard 200 listán a 171. helyig jutott. Szerepel az 1001 lemez, amit hallanod kell, mielőtt meghalsz című könyvben.
A dalok nagy részét Gordon Gano még középiskolás korában írta. A borítóképet Ron Hugo készítette, a képen látható kislány Billie Jo.

## Az album dalai
| 1. | Blister in the Sun | Gordon Gano | 2:25 |
| 2. | Kiss Off           | Gano        | 2:56 |
| 3. | Please Do Not Go   | Gano        | 4:15 |
| 4. | Add It Up          | Gano        | 4:44 |
| 5. | Confessions        | Gano        | 5:32 |

| 6.  | Prove My Love   | Gano               | 2:39 |
| 7.  | Promise         | Gano               | 2:49 |
| 8.  | To the Kill     | Gano               | 4:01 |
| 9.  | Gone Daddy Gone | Gano, Willie Dixon | 3:06 |
| 10. | Good Feeling    | Gano               | 3:52 |

| 11. | Ugly          | Gano | 2:21 |
| 12. | Gimme the Car | Gano | 5:04 |

## Közreműködők
- Gordon Gano – gitár, hegedű, ének
- Brian Ritchie – akusztikus és elektromos basszusgitár, xilofon, vokál
- Victor DeLorenzo – dob, skót basszusdob, pergődob, vokál
- Mark Van Hecke – zongora a Good Feeling-en
- Luke W. Midkiff – ütőhangszerek a Kiss Off-on

## Fordítás
Ez a szócikk részben vagy egészben a Violent Femmes (album) című angol Wikipédia-szócikk ezen változatának fordításán alapul.  Az eredeti cikk szerkesztőit annak laptörténete sorolja fel. Ez a jelzés csupán a megfogalmazás eredetét és a szerzői jogokat jelzi, nem szolgál a cikkben szereplő információk forrásmegjelöléseként.